# Gasometer Pforzheim

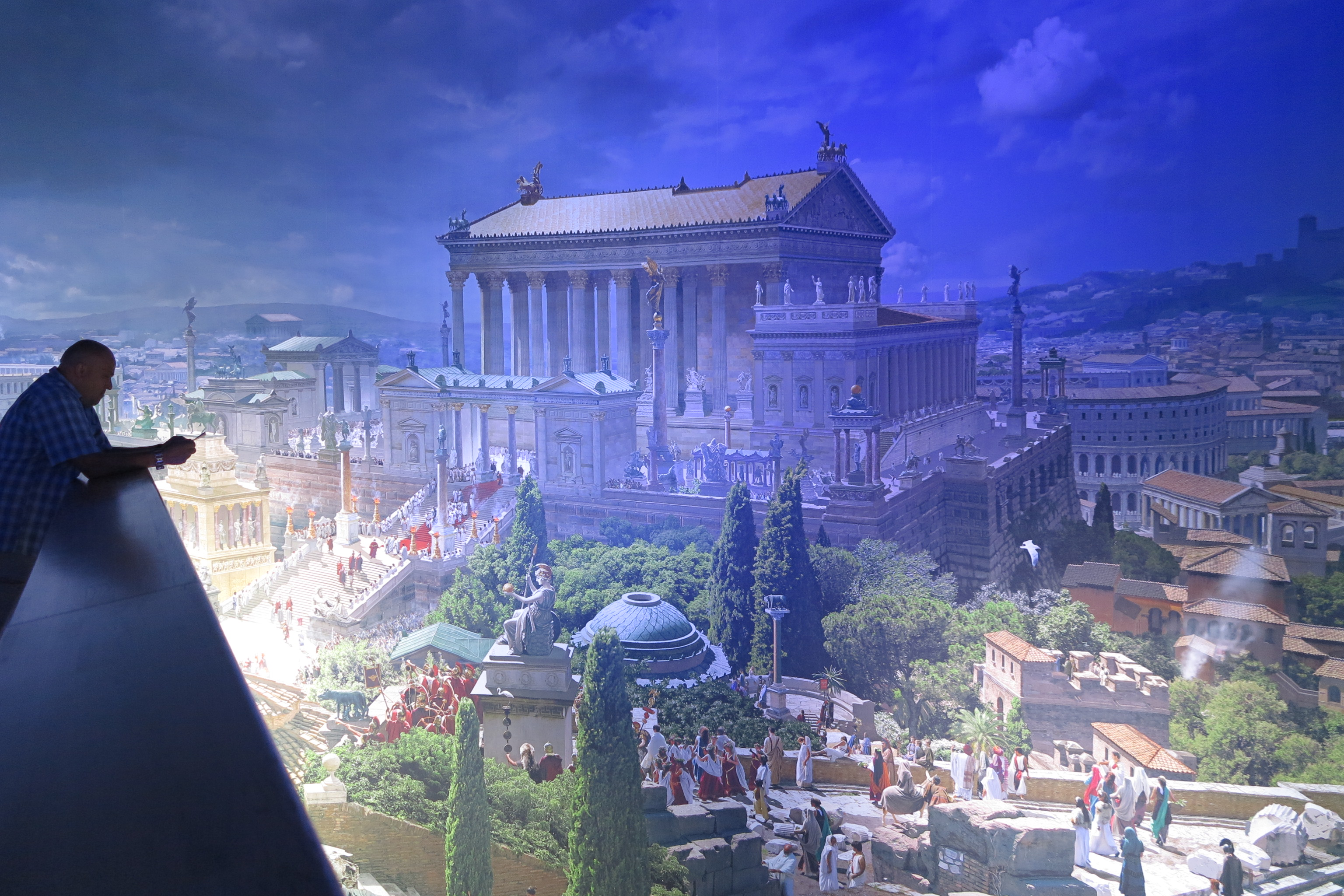
Panorama Rom 312 – Gasometer Pforzheim 2017

Der Gasometer Pforzheim ist ein ehemaliger Gasometer, der mittlerweile zur Präsentation von Rundgemälden genutzt wird. Er steht unter Denkmalschutz.

## Geschichte der Gasversorgung Pforzheims
Die Gebrüder August und Moritz Benckiser schlossen am 24. Juni 1852 einen Vertrag mit der Stadt Pforzheim ab. Vorgesehen war die Versorgung von Straßen, Plätzen und öffentlichen Gebäuden mit Gaslicht für die nachfolgenden 30 Jahre. Das Gaswerk sollte am Rand des Eisenwerks der Familie Benckiser am Enzufer errichtet werden; auch die Leitungen, Anschlüsse und Laternen sollten von der Maschinenfabrik Benckiser geliefert werden. Von den ersten 800 Gasanschlüssen, die im Jahr 1853 gelegt wurden, dienten 600 der Pforzheimer Schmuckindustrie. Am 9. Dezember 1853 wurden die Gaslampen der Pforzheimer Straßenbeleuchtung in Betrieb genommen. 1872 wurde als erstes Dorf mit Gasbeleuchtung Brötzingen an das Pforzheimer Netz angeschlossen. Bis 1913 wurden in Pforzheim 1743 öffentliche Gaslaternen in Betrieb genommen. Die meisten wurden damals bereits per Fernzündung eingeschaltet. Nach dem Zweiten Weltkrieg konnte noch ungefähr die Hälfte dieser Laternen genutzt werden; mittlerweile (Stand: März 2017) sind nur noch wenige der gusseisernen Laternen erhalten. Sie finden sich unter anderem am Eingang der Pforzheimer Stadtwerke und beim Stadtmuseum in Brötzingen.
Allerdings wurde das Gas bald nicht mehr vorrangig für die Beleuchtung genutzt, sondern vor allem zum Heizen, Kochen und für Haushaltsgeräte. Propagiert wurde die Nutzung von Gas für diese Zwecke etwa durch eine Ausstellung von gasbetriebenen Apparaten, die 1886 veranstaltet wurde, in einer Gasberatungsstelle, die in den 1920er-Jahren eingerichtet wurde, und vor allem durch den kostenlosen Anschluss an das Gasnetz für alle Häuser, deren Eigentümer eine Gasverbrauchsgarantie unterschrieben. Dieser Service stand von 1893 bis 1903 zur Verfügung.
Bis 1857 wurde das Gas noch mittels Holz-, danach mittels Steinkohle produziert. 1870 wurde eine neue Gasfabrik an der Eutinger Straße gebaut; in unmittelbarer Nähe sollten später zwei Gasbehälter errichtet werden: der Teleskop-Glockengasbehälter und ein Kugelgasbehälter. 1884 wurde das Gaswerk samt Rohrnetz, das sich bis zu diesem Zeitpunkt im Besitz der Gebrüder Benckiser befunden hatte, von der Stadt Pforzheim übernommen. 1907 wurde östlich des bisher genutzten Geländes eine neue Gasfabrik eingerichtet, in der damals Steinkohle aus dem Saarland verwendet wurde.

## Gasometer
Als Zwischenspeicher für das Gas, das zwar rund um die Uhr produziert, aber vornehmlich abends verbraucht wurde, wurden Gasbehälter benötigt. Der erste dieser Behälter war noch auf dem Gelände der Gebrüder Benckiser errichtet worden; 1869 ereignete sich dort eine Explosion, bei der zwei Arbeiter starben. Sie hatten versucht, die klemmende Glocke des Behälters freizubekommen. 1870 folgten zwei Gasbehälter an der Eutinger Straße, die je 2.200 Kubikmeter Gas fassten, 1888 wurde ein neuer Gasometer gebaut, der doppelt so groß war, und 1896 wurde daneben ein 10.000-Kubikmeter-Gasbehälter von der Dortmunder Eisenbaufirma Aug. Klönne errichtet. 1904 folgte ein Gasausgleichsbehälter an der Westlichen Kaiser-Friedrich-Straße, der im Zweiten Weltkrieg komplett zerstört wurde. Erhalten geblieben ist von diesem Behälter nur das Dampfkessel- und Reglerhaus, das mittlerweile als Künstleratelier genutzt wird.
Der einzige Pforzheimer Gasbehälter, der erhalten blieb, ist der mit 40.000 Kubikmetern größte Gasometer, der 1912 errichtet wurde, und neben dem ab 1965 noch ein Kugelgasbehälter mit einem Fassungsvermögen von 100.000 Kubikmetern stand. Nachdem 1969 von Steinkohle- zunächst auf Raffinerie- und dann auf Erdgas umgestellt worden war, wurde der erhaltene Gasometer als Ausgleichsbehälter verwendet. Das außerhalb der Spitzenverbrauchsphasen billigere Gas wurde dort zwischengelagert.
Mit der Umstellung konnte auf die Kokerei verzichtet werden, deren Spätfolgen durch eine Bodensanierung in den 1980er Jahren beseitigt werden sollen: Der Boden und das Wasser unter dem Gaswerk war selbst in 70 Metern Tiefe noch stark mit Cyanid und Phenol belastet. Im Zuge der Sanierungsversuche wurden die Hallen des alten Gaswerks abgerissen, nachdem der Schornstein bereits 1976 gesprengt worden war.

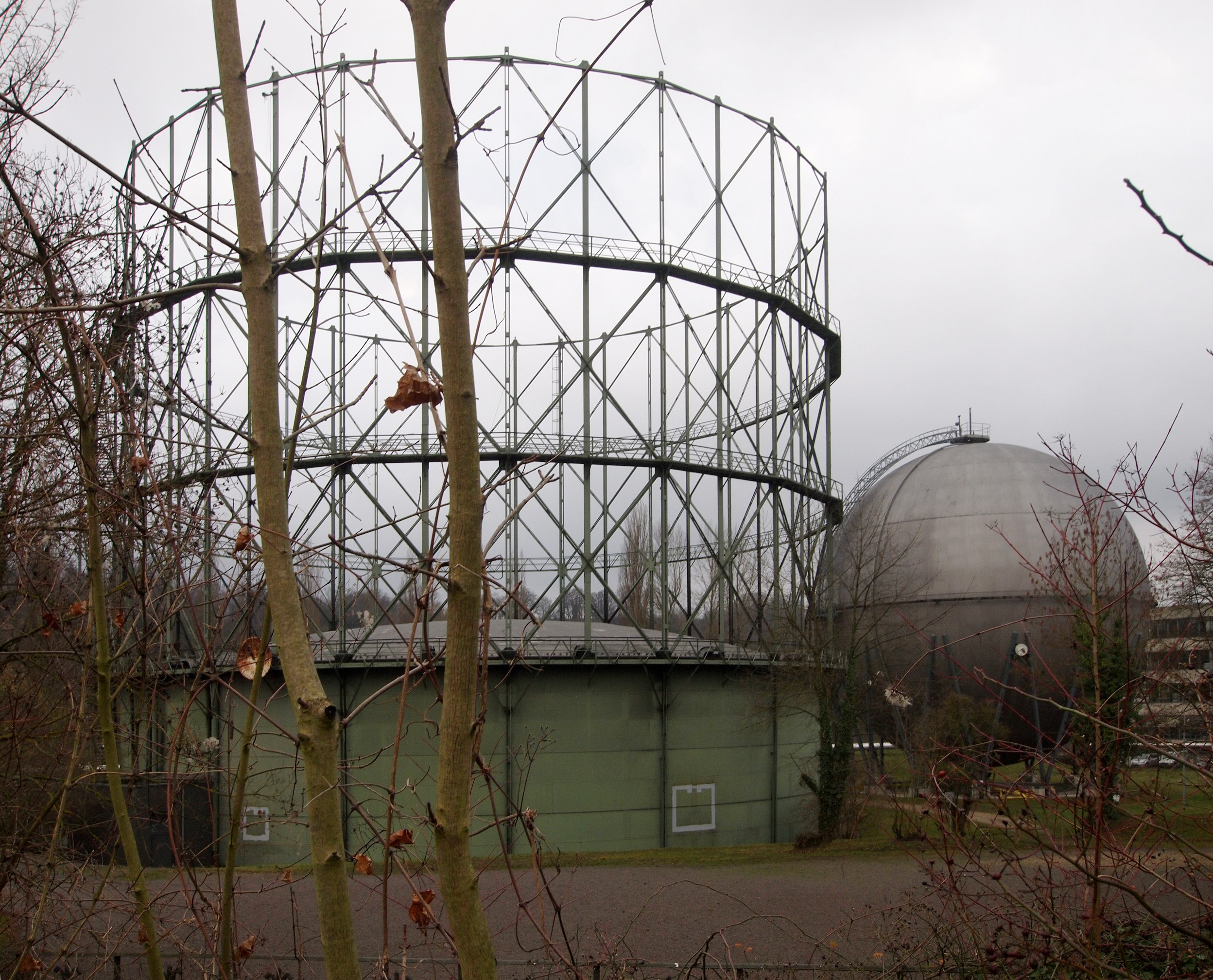
Zustand 2012

Der erhaltene Teleskop-Gasometer in Pforzheim war ein Niedrigdruck-Gasbehälter, der in einem zehn Meter hohen Wasserbassin stand. Er konnte auf maximal 40 Meter ausgezogen werden und besaß auch einen Durchmesser von etwa 40 Metern. Am Führungsgerüst war eine Uhr mit einem Durchmesser von mehr als zwei Metern angebracht, die den Füllungszustand anzeigte. Die Befüllung des Behälters wurde im Uhrenhaus, das neben dem Gasometer stand, reguliert. Der Gasometer wurde im Jahr 2003 außer Funktion gesetzt, konnte aber erst ab 2005 betreten werden, nachdem der Speicherraum gasfrei gemacht worden war. 2009 wurden Sperrwasser, Öl und teerhaltige Rückstände entsorgt.

## Weiternutzung des letzten Gasometers
Nachdem verschiedene Konzepte zur Weiternutzung des Bauwerks diskutiert worden waren, wurde im Februar 2013 beschlossen, den Gasbehälter einer kulturellen Nutzung zuzuführen. Zu diesem Zweck war eine Umgestaltung samt neuem Innenausbau erforderlich. Das aus Eisenplatten bestehende Dach der Glocke musste abgetragen werden. Auf dem alten Betonfundament wurden sechs Meter hohe Betonwände für das Erdgeschoss errichtet, in denen Fensterausschnitte für den Blick auf die stählernen Wände des alten Behälters eingeplant waren. Ein weiterer Mauerring aus Beton in der Mitte des Raumes nahm ein Treppenhaus und einen Aufzug auf, die von Aussichtsplattformen des 35 Meter hohen Panoramageschosses umgeben sind. Der Aufzug führt bis zur vorletzten Etage. Das Panoramageschoss besitzt Wände und Dach aus Stahlträgern, die mit Blechen ausgefacht und gedämmt sind. Angebaut wurden außerdem ein Eingangsgebäude und ein Bistro.
Seit 2014 werden Panoramabilder des Künstlers Yadegar Asisi im ehemaligen Pforzheimer Gasometer gezeigt. Die Reihe begann mit dem Panorama Rom 312. Ab November 2018 war das Panorama des Great Barrier Reef zu sehen, das im März 2023 durch das Pergamon-Panorama abgelöst wurde. Insgesamt ist die Präsentation von fünf Panoramen des Künstlers im Pforzheimer Gasometer vorgesehen. Betreiber des Gasometers ist das Parkhotel Pforzheim (Wolfgang Scheidtweiler).